# Pseudovertagus
Pseudovertagus is een geslacht van slakken uit de familie van de Cerithiidae. De wetenschappelijke naam van het geslacht is voor het eerst geldig gepubliceerd in 1904 door Vignal.

## Soorten
De volgende soorten zijn bij het geslacht ingedeeld:
- Pseudovertagus aluco (Linnaeus, 1758)
- Pseudovertagus clava (Gmelin, 1791)
- Pseudovertagus elegans Bozzetti, 2006
- Pseudovertagus nobilis (Reeve, 1855)
- Pseudovertagus peroni Wilson, 1975
- Pseudovertagus phylarchus (Iredale, 1929)

### Synoniemen
- Pseudovertagus (Pseudovertagus) phylarchus (Iredale, 1929) => Pseudovertagus phylarchus (Iredale, 1929)
- Pseudovertagus excelsior Iredale, 1930 => Pseudovertagus phylarchus (Iredale, 1929)